# Modernização ecológica
A Modernização Ecológica (ME) é um conceito que busca superar os problemas ambientais a partir de quatro pressupostos: inovação tecnológica, prevenção, participação pública na tomada de decisão, e soluções ambientais e econômicas simultâneas .
Ela é um processo que procura conciliar o crescimento econômico e a resolução de conflitos ambientais com ênfase em adaptação tecnológica, economia de mercado e crença na colaboração e no consenso. Esse conceito é apresentado normalmente a partir de quatro perspectivas: mudanças sociais (consumo verde), políticas públicas (fortalecimento dos órgãos ambientais e adoção de instrumentos flexíveis de política pública), inovação ambiental (desenvolvimento de novas tecnologias preventivas) e tendências macro-ambientais (descolamento do crescimento econômico e dos respectivos impactos ambientais) .
O principal entrave da teoria é marcado pela posição cultural versus a posição utilitarista. A posição cultural questiona os valores do consumismo estabelecido na era capitalista e por meio da industrialização químico-mecanizada da agricultura. Já a posição utilitarista, inaugurada pelo Clube de Roma, estava preocupada em assegurar a continuidade da acumulação capitalista por meio da economia de recursos em matéria e energia .
Apesar de não se recomendar que o país adote a ME como paradigma, devido a diferentes limitações do conceito, propõe-se que o Brasil adapte alguns pressupostos e instrumentos da ME na construção de seu próprio modelo de desenvolvimento .
1. ↑  MILANEZ, Bruno. Modernização ecológica no Brasil: limites e perspectivas. Desenvolvimento e meio ambiente, v. 20, 2009.
2. ↑  OLIVIERI, Alejandro Gabriel. A teoria da modernização ecológica: uma avaliação crítica dos fundamentos teóricos. 2009.
3. ↑  CARNEIRO, Marcelo Sampaio; DE ASSIS, William Santos. O controle do desmatamento na Amazônia como um processo de modernização ecológica: a experiência do Projeto Município Verde. Revista Pós Ciências Sociais, v. 12, n. 24, p. 53-76, 2015.
4. ↑  OLIVIERI, Alejandro Gabriel. A teoria da modernização ecológica: uma avaliação crítica dos fundamentos teóricos. 2009.